# 魏苍佩
魏苍佩（？—？），直隶柏乡（今河北柏乡）人，是一名清朝政治人物。
魏苍佩曾于1728年接替陶士偰任宝山县知县一职，1728年由朱尔介接任。